# Acsa (motorfiets)
ACSA was een Italiaans motorfietsmerk uit Bologna dat slechts één jaar bestond, in 1954.
Men bouwde de Veltro-bromfiets waarbij het motorblokje onder de trapperas lag. De grootste cilinderinhoud was 75 cc. Door de tegenvallende verkoop moest men binnen een jaar de productie weer beëindigen.